# King of the Jungle
King of the Jungle ist ein US-amerikanischer Thriller aus dem Jahr 2000. Regie führte und das Drehbuch schrieb Seth Zvi Rosenfeld.

## Handlung
Der geistig zurückgebliebene Seymour lebt in New York City und ist ein Fan der Sportmannschaft New York Knicks. Seine Mutter Mona kümmert sich um ihn; sie lebt mit der lesbischen Geliebten Joanne zusammen. Mona ist eine Bürgerrechtsaktivistin und organisiert Proteste gegen die Brutalität der Polizei.
Seymour wird eines Tages Zeuge der Ermordung seiner Mutter. Später trifft er zufällig im Haus seines Freundes Francis den Täter. Seymour begibt sich auf die Suche nach den Hintermännern des Anschlags, um sich zu rächen.

## Kritiken
Robert Koehler schrieb in der Zeitschrift Variety vom 24. April 2000, John Leguizamo spiele einfallsreich und oft gewagt. Der Film sei „extrem ungleichmäßig“. Er „blühe“ zuerst als eine Charakterstudie, aber würde schwächer, als die Handlung die Oberhand nehme; dann würde er melodramatisch. Der Charakter von Mona sei interessant, aber zu wenig entwickelt.

## Auszeichnungen
John Leguizamo, Julie Carmen und der Film als Herausragender Film wurden im Jahr 2002 für den ALMA Award nominiert.

## Hintergründe
Der Film wurde in New York City gedreht. Er wurde am 14. April 2000 auf dem Independent Film Festival in Los Angeles gezeigt, am 12. Oktober 2000 folgte eine Vorführung auf dem Austin Film Festival. Der Film wurde im November 2001 in vier Kinos der USA gezeigt, in den er ca. 27 Tsd. US-Dollar einspielte.